# FROWN
FROWN – słowacki zespół gothic metalowy założony w 1997 roku w Preszowie.

## Historia
Zespół został założony jesienią 1997 roku w Preszowie. Niedługo potem powstało pierwsze demo zatytułowane “Falsehood”. Pomimo zmian personalnych, w marcu 1998 roku zespół (jako The Frown) dał pierwszy koncert, w preszowskim ABC Centrum. W grudniu 1998 roku powstało drugie demo noszące tytuł “Gift of Suffering”. 
W roku 2001 ukazała się pierwsza płyta, zatytułowana “Features and Causes Of The Frozen Origin” nakładem berlińskiego Moonstorm Records.
W roku 2003 światło dzienne ujrzała druga płyta “Lunar Brightshine And Fiery Splendour” ponownie pod auspicjami niemieckiego Moonstorm Records. W 2004 roku zespół nagrał trzecią płytę “Lovesinspain”, jednak wydawca nie zdecydował się jej wydać. W 2010 roku nastąpiła zmiana na stanowisku basisty – zespół opuścił Kafi, a jego rolę przejął wokalista Marian Drac. W 2013 roku do zespołu powrócił Martin “Chemik” Porubsky. 
We wrześniu 2013 roku zespół nagrał czwarty album, zatytułowany “Introspection Of Memoirs”.  W listopadzie 2015 roku zespół opuścili gitarzysta Jan Kolesar i perkusista František Železnik – ich miejsca zastąpili Lubomir Dzvonik (gitara) oraz Peter Kertvel (perkusja).

## Aktualny skład
- Marian Drac – śpiew i gitara basowa
- Martin “Chemik” Porubsky – instrumenty klawiszowe
- Peter Kertvel – perkusja

## Dyskografia
Albumy studyjne
- 2001: Features and Causes Of The Frozen Origin
- 2003: Lunar Brightshine And Fiery Splendour
- 2004: Lovesinspain
- 2013: Introspection Of Memoirs